# Arisaema bannaense
Arisaema bannaense är en kallaväxtart som beskrevs av Hen Li. Arisaema bannaense ingår i släktet Arisaema och familjen kallaväxter. Inga underarter finns listade.